# 城西街道 (阳江市)
城西街道，是中华人民共和国广东省阳江市江城区下辖的一个乡镇级行政单位。
位于江城区西北部，因地处原县城之西而得名。总面积48.5平方公里。街道辖1个社区、16个行政村，150条（个）自然村，共13581户52891人，其中农业人口34528人。

## 行政区划
城西街道下辖以下地区：
沿江南社区、沿江北社区、龙舟社区、西濑社区、洲头社区、三江村、第一埒村、冲表村、那西村、东钵村、龙湾村、阮西村、阮东村和渔委会。